# Enoplus michaelseni
Enoplus michaelseni is een rondwormensoort uit de familie van de Enoplidae. De wetenschappelijke naam van de soort is voor het eerst geldig gepubliceerd in 1896 door Linstow.